# Embaixada do Brasil em Brazavile
A Embaixada do Brasil em Brazavile é a missão diplomática brasileira da República do Congo. A missão diplomática se encontra no endereço, Avenida Mfoa, esquina com Avenida Nelson Mandela, Brazavile, República do Congo.